# Nadiya Hussain

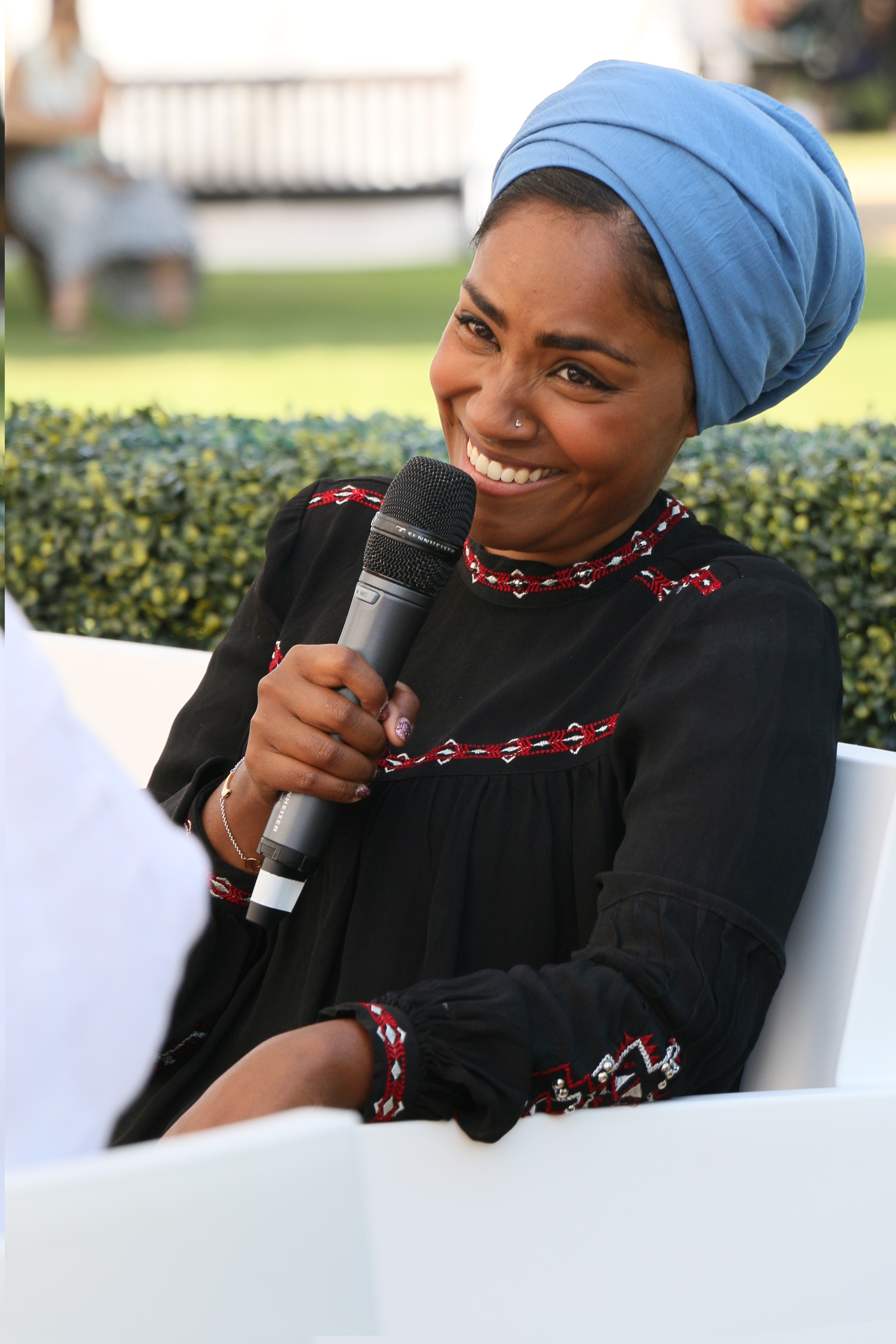
Nadiya Hussain

Nadiya Jamir Hussain (* 25. Dezember 1984 in Luton als Nadiya Jamir Begum) ist eine britische Bäckerin, Kolumnistin, Autorin und Fernsehmoderatorin.

## Biografie
Hussains Eltern stammen aus Bangladesch. Sie wuchs mit fünf Geschwistern in Luton auf.
Als begeisterte Hobby-Bäckerin bewarb sie sich 2015 für den Backwettbewerb in der Fernsehshow The Great British Bake Off, aus dem sie als Siegerin hervorging. 2016 war sie Jurorin in dem auf CBBC ausgestrahlten Spin-off Junior Bake Off.
Seit 2015 schreibt Hussain eine Rezepte-Kolumne im Times Magazine, der Wochenendbeilage der Zeitung The Times.
Hussain war 2016 Teil der BBC-Serie 100 Women. Ihr zweiteiliger Fernseh-Dokumentarfilm The Chronicles of Nadiya, in dem sie Bangladesch bereist und lokale Rezepte kennenlernt, wurde im August 2016 von BBC One ausgestrahlt.
Im selben Jahr veröffentlichte sie zwei Kochbücher: Nadiya’s Kitchen und das Kinderbuch Nadiya’s Bake Me a Story, in dem sie einfache Rezepte mit Kindergeschichten verknüpft. 2017 erschien ihr erster Roman The Secret Lives of the Amir Sisters. Er erzählt aus dem Leben heranwachsender Mädchen aus einer muslimischen Familie im ländlichen England. 2020 erschienen Hussains autobiografisches Buch Finding My Voice sowie ihr erstes Bilderbuch My Monster & Me, das den Umgang mit Angst behandelt.
2017 war Hussain neben Zoë Ball Ko-Moderatorin der BBC-Wettbewerbsshow The Big Family Cooking Showdown. Im selben Jahr moderierte sie die achtteilige Sendung Nadiya’s British Food Adventure, 2018 die Kochserie Nadiya’s Family Favourites und 2019 die Serie Time To Eat, die alle zuerst von BBC Two ausgestrahlt wurden. Letztere wurde von Netflix übernommen und ist dort seit dem 29. April 2020 unter dem Titel Foodhacks mit Nadiya Hussain zu sehen. Im selben Jahr (bei Netflix Deutschland im Jahr 2021) erschien eine weitere Show mit Nadiya Hussain mit dem Titel Nadiyas Backwelt (Originaltitel: Nadiya Bakes). Zur Show erschienen zwei begleitende Rezeptbücher, davon ist eines auch auf Deutsch erschienen.
Das britische Königshaus wählte Nadiya Hussain aus, die Torte für den 90. Geburtstag von Queen Elisabeth II. zu backen.
Hussain lebt mit ihrem Ehemann und ihren drei Kindern in Leeds.

## Veröffentlichungen

### Kochbücher
- Nadiya’s Kitchen (Michael Joseph, June 2016) ISBN 978-0-7181-8451-3
- Nadiya’s Bake Me a Story (Hodder Children’s Books, September 2016) ISBN 978-1-4449-3327-7
- Nadiya’s British Food Adventure (Verlag Michael Joseph, Juli 2017) ISBN 978-0-7181-8766-8
- Nadiya’s Bake Me A Festive Story (Hodder Children’s Books, Oktober 2017) ISBN 978-1-4449-3961-3
- Nadiya’s Family Favourites (Verlag Michael Joseph, Juni 2018) ISBN 978-0-2413-4899-4
- Time to Eat. Delicious, time-saving meals using simple store-cupboard ingredients (Verlag Michael Joseph, Juli 2019) ISBN 978-0-2413-9659-9
- Nadiya Bakes (Verlag Michael Joseph, 2020) ISBN 978-0-2413-9661-2

- deutsche Ausgabe: Nadiyas Backwelt. Über 100 unwiderstehliche Rezepte für Kuchen, Torten, Kekse, Brot und mehr (ars vivendi, 2021) ISBN 978-3-7472-0290-6

- Nadiya’s Fast Flavours (Verlag Michael Joseph, 2021) ISBN 978-0-2414-5322-3
- Nadiya’s Everyday Baking (Verlag Michael Joseph, 2022) ISBN 978-0-2414-5324-7

### Romane
- The Secret Lives of the Amir Sisters (Harlequin, Januar 2017) ISBN 978-0-0081-9225-9

### Autobiografie
- Finding My Voice (Headline Home, April 2020) ISBN 978-1-4722-5997-4

### Bilderbücher
- My Monster & Me (illustriert von Ella Bailey, Hodder Children’s Books, April 2020) ISBN 978-1-4449-4644-4